# Miraflores Sporting Club
Miraflores Sporting Club, o Sporting Miraflores o simplemente Miraflores S.C., fue un club peruano de fútbol, originario del Distrito de Miraflores,  ubicado en la ciudad capital de Lima del Perú.

## Historia
El club era perteneciente a la Liga de Balnearios (la conformaba Miraflores, Barranco, Chorrillos y Magdalena) en ese entonces. Era uno de los clubes muy fuertes de su época antes de 1912. Miraflores Sporting Club fue el club que organizó la Liga Peruana de Fútbol, que inicialmente solo estaba conformado por equipos de Lima, Balnearios y del Rímac. Después el Callao se incorpora al sistema. El señor Eduardo A. Fry fue delegado y representante del club. A su vez, fue un exjugador del Unión Cricket. A su vez, muchos jugadores del Miraflores Sporting Club , fueron exjugadores del Unión Cricket.
Miraflores S.C. jugó un partido amistoso con el Unión Miraflores obteniendo el triunfo, antes del inicio del campeonato de 1912. A inicios del campeonato,vence a la Escuela Militar de Chorrillos por 2 - 0 y al Sport Vitarte por 1 - 0.
Para 1913, el club no participa en la primera división; por lo cual pierde la categoría y pasa a la segunda división (llamado división intermedia) del mismo año. Sin embargo, no se presenta a participar. De este modo  Miraflores S.C. retorna a su liga de origen, entonces llamada Segunda División Liga Provincial de Balnerios. Desde entonces no volvió a subir a la 1.ª división.

## Jugadores
- Telmo Carbajo
- Carpio
- Parodi
- Martínez
- Buraschi
- Mendoza
- Vallehona
- Rever
- Carbajal
- Otber
- Raborg
- Eduardo Fry